# Kiamba
Kiamba ist eine philippinische Stadtgemeinde in der Provinz Sarangani.

## Geografie
Die Stadtgemeinde Kiamba grenzt im Westen an Maitum, im Osten an Maasim, im Norden an South Cotabato. Im Süden liegt die Celebessee. Im Landesinneren erhebt sich das Daguma-Gebirge.

### Baranggays
Kiamba ist politisch in 19 Baranggays unterteilt.
| - Badtasan - Datu Dani - Gasi - Kapate - Katubao - Kayupo - Kling (Lumit) - Lagundi - Lebe - Lomuyon | - Luma - Maligang - Nalus - Poblacion - Salakit - Suli - Tablao - Tamadang - Tambilil |

## Bevölkerung
Die Mehrheit der Einwohner spricht Cebuano, obwohl die frühen Siedler vom Ursprung Ilocanos waren. Eines der indigenen Völker, das in den Bergen Kiambas lebt, sind die T'boli.

## Wirtschaft
Die Wirtschaft Kiambas basiert zu großen Teilen auf der Landwirtschaft, ausgedehnte Reisfelder umgeben den Hauptort. Aquakulturen sind die zweitbedeutendste Einkommensquelle, insbesondere Milchfischkulturen und Shrimps (von den Einheimischen sugpo oder lukon genannt) für den Export. In den Küstenorten bildet die Meeresfischerei die wichtigste Einkommensquelle.